# Texile
Su Texile o Meseddu de Texile è uno dei tacchi più noti della Sardegna.
Situato in territorio di Aritzo, da cui dista circa due chilometri, ha una altezza di 975 metri sul livello del mare, una larghezza compresa tra i 50 e i 70 metri ed una altezza relativa di 24 metri. La sua forma caratteristica, più larga alla cima e più stretta alla base, con pareti a strapiombo, lo fa somigliare ad un gigantesco fungo che si erge solitario in mezzo ad una zona fittamente ricoperta di boschi.
Di particolare interesse il ritrovamento di reperti risalenti all'epoca nuragica tra cui un bronzetto a forma di imbarcazione.

## Etimologia
Vi sono varie ipotesi sull'origine del nome: una è che questo sia una variante del termine setzile (sedile); secondo un'altra interpretazione il toponimo avrebbe invece origine da tezile, una voce barbaricina con origini preromane che sta a indicare un cocuzzolo isolato. Meno dubbi sul termine meseddu, che è il diminutivo della parola spagnola mesa, cioè tavola, ed indica uno sgabello formato da un tronco d'albero.

Altro nome popolare è Sa Trona de Santu Efis, che fa riferimento ad una credenza popolare secondo la quale sant'Efisio  avrebbe predicato da sopra il monte la fede cristiana alle popolazioni della Barbagia. Secondo un'altra leggenda venne rinchiusa qui sa musca maccedda, narrata come un insetto assassino.

## Tutela
Con legge regionale n°31 del 7 giugno 1989, il tacco di Texile è stato riconosciuto monumento naturale.